# Gusztáv Rados
Gusztáv Rados (22 février 1862 à Pest - 1er novembre 1942 à Budapest) est un mathématicien hongrois. Rados est spécialisé dans la théorie des nombres, l'algèbre linéaire, l'algèbre et la géométrie différentielle . En 1936, il reçoit le Grand Prix de l'Académie hongroise des sciences.

## Formation et carrière
Rados étudie les mathématiques à l'Université de technologie et d'économie de Budapest (1879-1883). En 1884 et 1885, il étudie auprès de Felix Klein à Leipzig et, en 1885, il retourne à l'Université technique de Budapest, où il devient professeur et temporairement recteur.
Avec Julius König, Gaston Darboux et Félix Klein, il fait partie du comité qui décerne le prix Bolyai.
En 1907, il devient membre de l'Académie hongroise des sciences. Il est membre fondateur de la Société physique et mathématique de Budapest, et en 1913 son vice-président et en 1933 son président. En 1936, il reçoit le Grand Prix de l'Académie hongroise des sciences .
Il est conférencier invité au Congrès international des mathématiciens à Zurich en 1897 et à Rome en 1908.

## Travaux
- Zur Theorie der adjungirten Substitutionen . Dans : Mathematische Annalen. 48. Bande (1897), S. 417–424
- Zur Theorie der adjungierten quadratischen Formen . In: Verhandlungen des ersten internationalen Mathematiker-Kongresses in Zürich vom 9. bis 11. Août 1897. Leipzig: BG Teubner, 1898, S. 163–165